# Clarizen
Clarizen, Inc. est une société de logiciel de gestion du travail et de gestion de projet basée à San Mateo, en Californie. La société a été fondée en 2005 et le logiciel était tout d’abord destiné à un usage public en 2007. Le produit de base de Clarizen est un logiciel d'exécution de projet collaboratif.

## Histoire
Clarizen a été fondée par Avinoam Nowogrodski et Tanya Epstein,.
Le logiciel a été lancé le 16 octobre 2007. Depuis, Clarizen a été reconnu par le magazine American Venture comme l'une des « start-ups les plus prometteuses » en 2008.
En 2009, IDC a cité Clarizen dans le Top 10 des entreprises (de moins de 100 millions de dollars), qui lancent les applications les plus innovantes.

## Logiciels
Clarizen est une solution de gestion de projet et de travail collaboratif basée sur le Web (SaaS). Clarizen allie la gestion du travail et la collaboration d'équipe en gérant les affaires en temps réel via une application  « cloud computing »[réf. nécessaire]. Clarizen remporte la médaille d'or TopTenReviews de gestion de projet en ligne en 2009 et 2010, 
le prix Codie pour sa solution de gestion de projet en 2010, 
et est vainqueur du « Red Herring » en 2007.  

## Concurrents
- Huddle
- Rachota
- OmniPlan